# Macaranga densiflora
Macaranga densiflora là một loài thực vật có hoa trong họ Đại kích. Loài này được Warb. mô tả khoa học đầu tiên năm 1891.